# Isopterygium samoanum
Isopterygium samoanum är en bladmossart som beskrevs av C. Müller in Reinecke 1896. Isopterygium samoanum ingår i släktet Isopterygium och familjen Hypnaceae. Inga underarter finns listade i Catalogue of Life.